# Prohesperocyon wilsoni
Prohesperocyon wilsoni è un canide estinto, vissuto nell'Eocene superiore (circa 36 milioni di anni fa). I suoi resti fossili sono stati ritrovati in Nordamerica (Texas). È considerato il più antico canide noto.

## Descrizione
Conosciuto solo per un cranio e una mandibola rinvenuti nel Big Bend National Park in Texas, questo animale era di piccole dimensioni: non doveva superare il chilogrammo di peso. L'aspetto doveva essere un incrocio tra quello di una martora e di una volpe; la ricostruzione ovviamente si basa sui fossili di specie affini e più tardive, come Hesperocyon.

## Classificazione
Il cranio di questo animale è stato descritto per la prima volta nel 1986 come una nuova specie del genere Hesperocyon. Successivamente (Wang, 1994) è stato descritto come un genere a sé stante. Prohesperocyon possedeva alcune caratteristiche  che si riscontrano anche nei carnivori più primitivi (Miacidae). Altre caratteristiche (come la regione dell'orecchio dotata di una struttura ossea, nota come bolla uditiva, sviluppatasi per proteggere le ossa dell'orecchio incredibilmente sottili) sono riscontrabili invece solo nei carnivori attuali.  Anche la perdita del terzo molare superiore (che permetteva un morso più tagliente) denota l'appartenenza ai canidi primitivi. Prohesperocyon è quindi il più antico canide noto. Questo animale, nel giro di pochi milioni di anni, diede probabilmente origine a forme di canidi leggermente più evolute, come Hesperocyon.